# مايكو

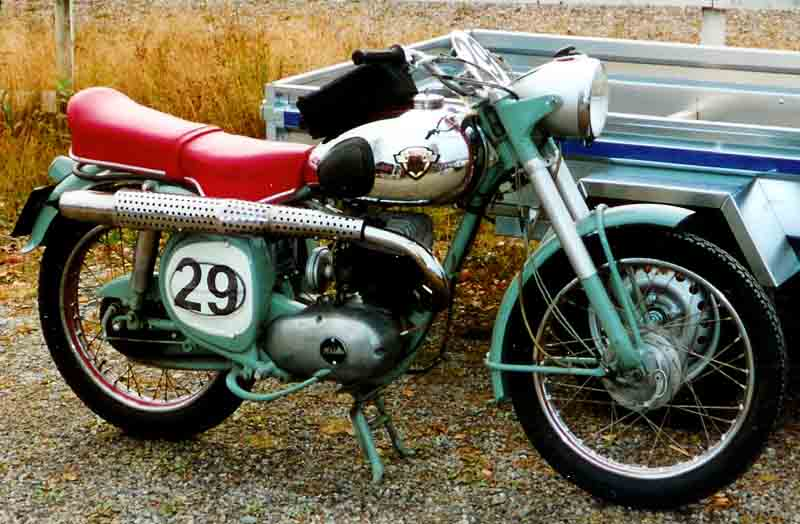
من دراجاتها

مايكو كانت شركة ألمانية مصنعة للدراجات النارية تأسست في سنة 1926. كانت في الأصل تقوم بتصنيع محركات شوطين 98 و123 سي سي. نافست درجاتها في سباق الجائزة الكبرى للدراجات النارية.